# Hippeastrum elegans
Hippeastrum elegans là một loài thực vật có hoa trong họ Amaryllidaceae. Loài này được (Spreng.) H.E.Moore mô tả khoa học đầu tiên năm 1963.

## Hình ảnh

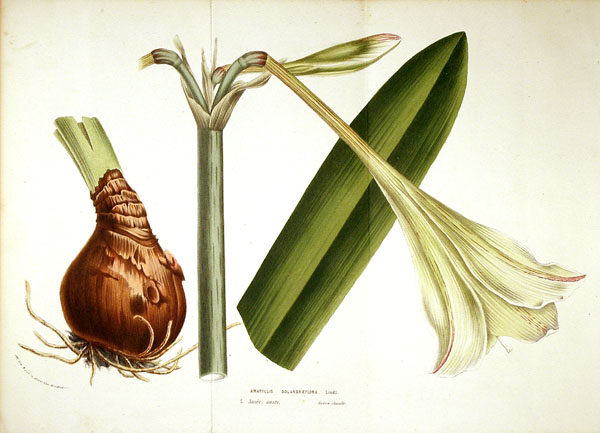
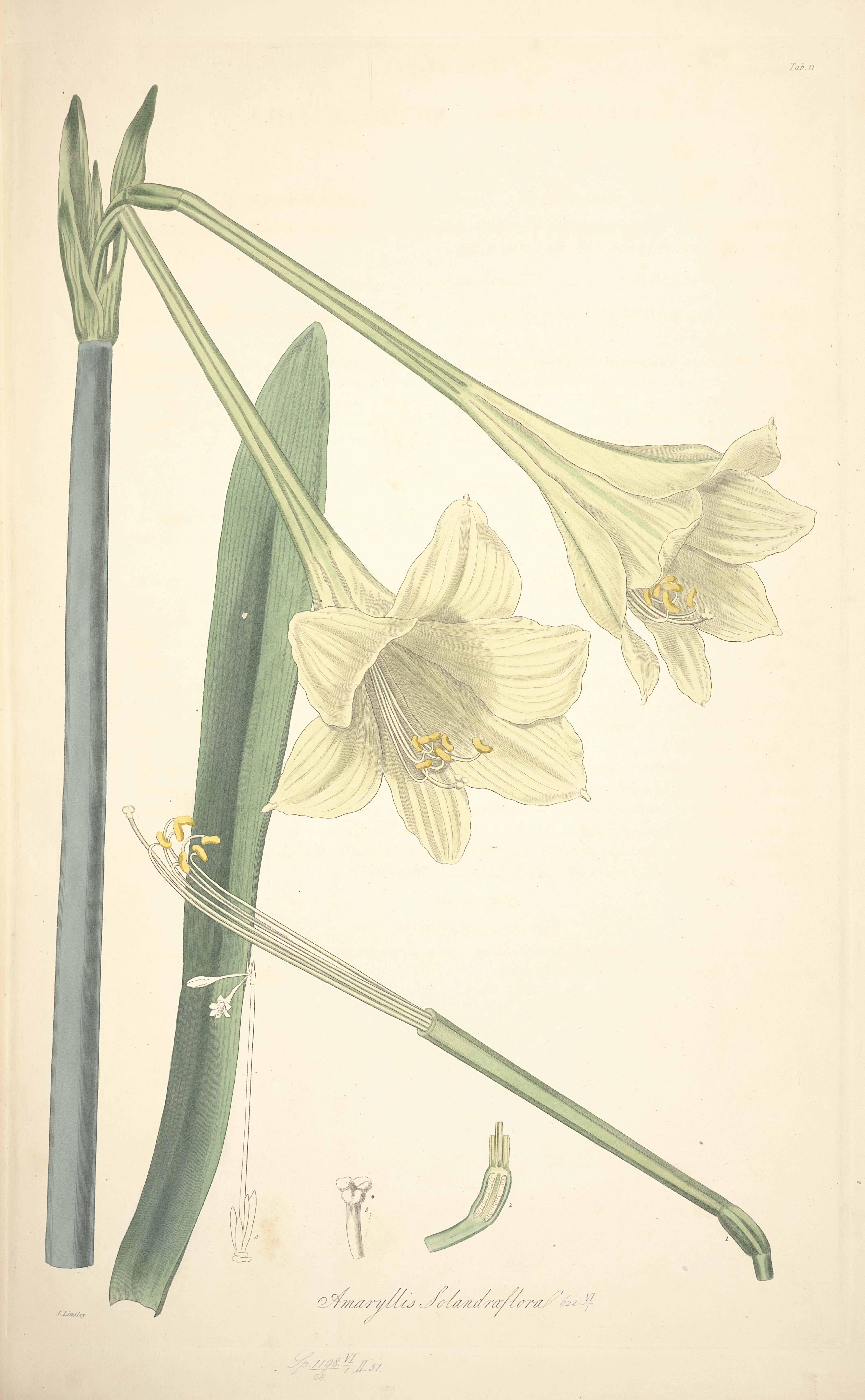
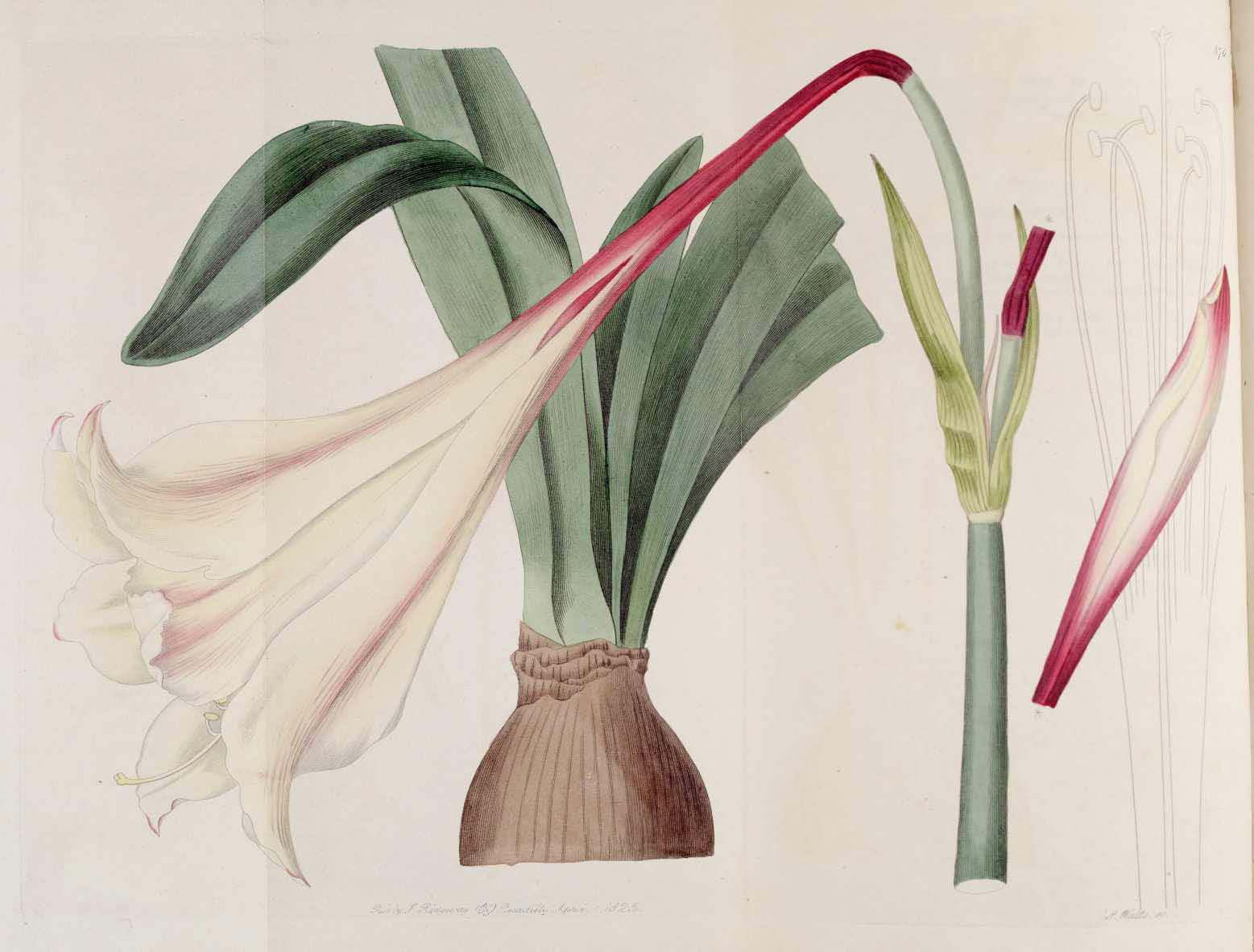